# Paral·lel 62
Paral·lel 62 és una sala de concerts situada a l'avinguda del Paral·lel, 62, a l'edifici que havia estat el Gran Teatre Espanyol.

## Història
La sala Paral·lel 62 s'ubica al mateix espai on el 1892 es va inaugurar el primer teatre del Paral·lel, el Circo Español Modelo. Després d'un incendi, l'espai reobrí com a Gran Teatre Espanyol, actiu fins al 1980. Posteriorment l'espai ha acollit diverses sales de festes com Studio 54, el restaurant Scenic Barcelona, la sala Artèria Paral·lel o la Sala BARTS, activa entre 2012 i 2022.
Paral·lel 62 va obrir les portes el maig de 2022, i compta amb dues sales, la Sala gran amb aforament d'entre 933 i 1450 persones, i el Club 62, amb aforament per 120 persones a peu dret. La seva programació inclou obres de música, teatre, dansa, circ, presentacions de llibres, monòlegs, jornades de pensament i reflexió, entre d'altres.
La gestió va a càrrec de la Unió Temporal d'Empreses (UTE) constituïda per les cooperatives L’Afluent, Quesoni i la Sala Upload. El 19 de juliol de 2023 s'anuncià que la comercialitzadora d'energia pública de Barcelona Energia (BE) havia firmat un conveni per a subministrar electricitat completament sostenible a les sales. La sala funciona amb un model de gestió compartit, que vol ser un espai d’oportunitats per al sector cultural, el territori i l'economia social i solidària.